# Declaração de guerra japonesa aos Estados Unidos e ao Império Britânico

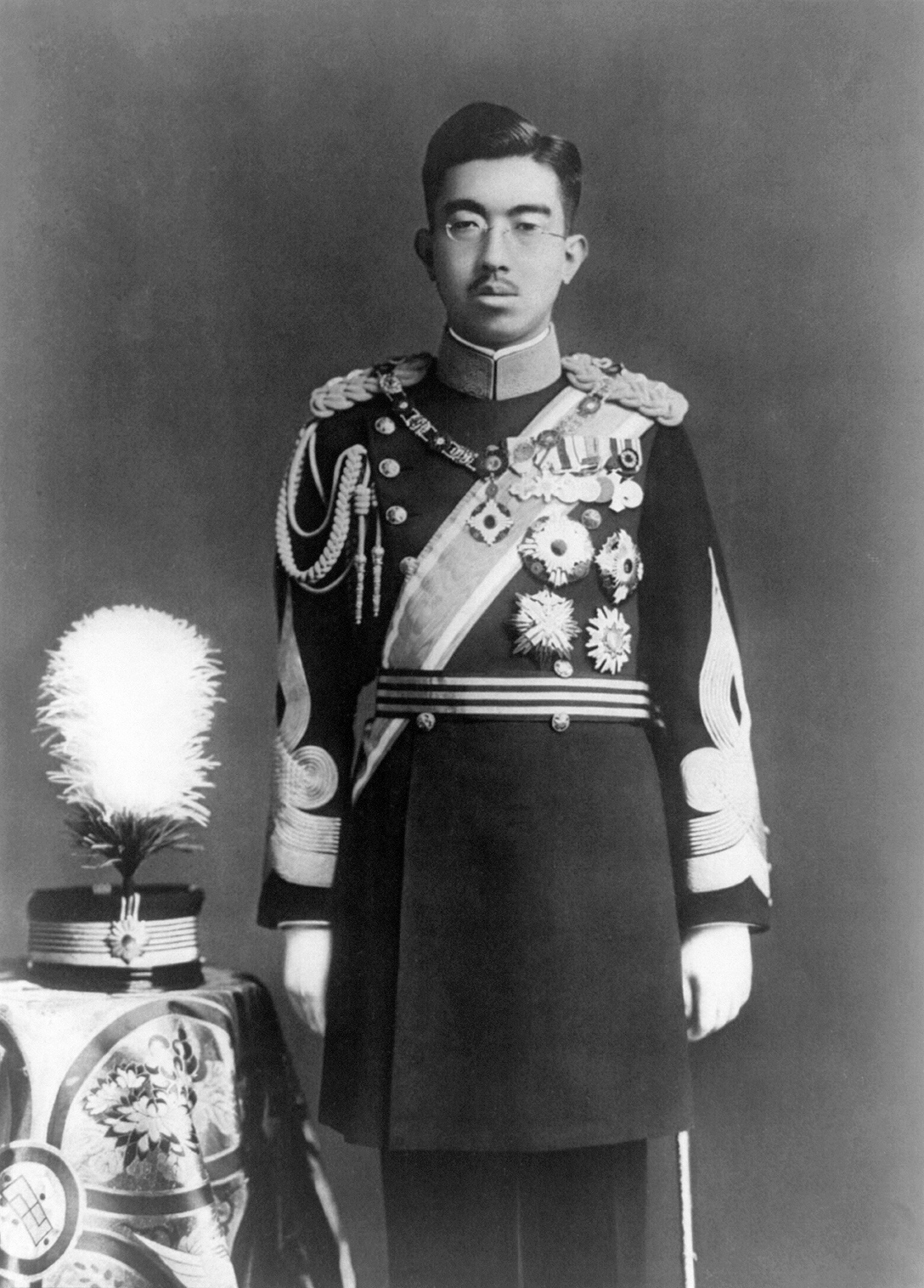
Hirohito, Imperador do Japan

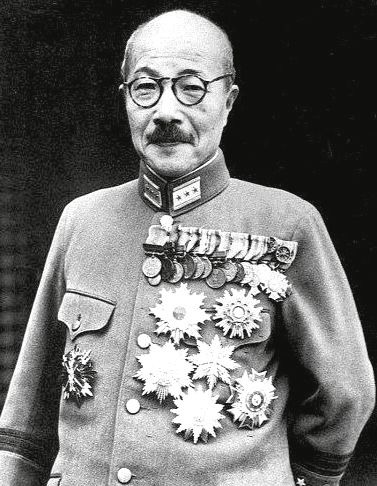
Primeiro-ministro japonês na época do ataque, Hideki Tojo

O édito imperial de declaração de guerra do Império do Japão aos Estados Unidos e ao Império Britânico (Kyujitai: 米國及英國ニ對スル宣戰ノ詔書) foi publicado em 8 de dezembro de 1941 (hora do Japão; 7 de dezembro nos EUA), 7,5 horas após as forças japonesas iniciarem o ataque à base naval dos Estados Unidos em Pearl Harbor e ataques às forças britânicas na Malásia, Singapura e Hong Kong. A declaração de guerra foi publicada na primeira página das edições vespertinas de todos os jornais japoneses em 8 de dezembro. O documento foi subsequentemente republicado no oitavo dia de cada mês durante toda a guerra (até a rendição do Japão em 1945), para reafirmar a determinação com relação ao conflito.

## Texto do documento
Abaixo está o texto da declaração de guerra com os textos divulgados em nome do Imperador do Japão:
Édito Imperial
Nós, pela graça do Céu, Imperador do Japão, assentado no trono ocupado pela mesma dinastia desde tempos imemoriais, ordenamos a vós, Nossos leais e corajosos súditos:

Declaramos, por meio deste, guerra aos Estados Unidos da América e ao Império Britânico. Os homens e oficiais de Nosso Exército e Marinha deverão empenhar todos os seus esforços na condução da guerra. Nossos servidores públicos, em seus diversos departamentos, deverão cumprir fiel e diligentemente seus respectivos deveres; toda a nação, com vontade unida, deverá mobilizar sua força total para que nada falhe na obtenção de Nossos objetivos de guerra.

Assegurar a estabilidade da Ásia Oriental e contribuir para a paz mundial é a política de longo alcance formulada por Nosso Grande e Ilustre Avô Imperial [Imperador Meiji] e por Nosso Grande Pai Imperial que lhe sucedeu [Imperador Taishō], e que Nós mantemos constantemente no coração. Cultivar a amizade entre as nações e desfrutar da prosperidade em comum com todos os povos sempre foi o princípio orientador da política externa de Nosso Império. Foi verdadeiramente inevitável, e está longe de Nossos desejos, que Nosso Império tenha sido levado a cruzar espadas com os Estados Unidos e a Grã-Bretanha. Já se passaram mais de quatro anos desde que a China, incapaz de compreender as verdadeiras intenções de Nosso Império e imprudentemente buscando conflitos, perturbou a paz da Ásia Oriental e forçou Nosso Império a pegar em armas. Embora tenha sido restabelecido o Governo Nacional da China, com o qual o Japão manteve relações e cooperação de vizinhança, o regime que sobreviveu em Chungking, contando com a proteção americana e britânica, continua sua oposição fratricida. Ávidos pela realização de sua ambição desmedida de dominar o Oriente, tanto os Estados Unidos quanto a Grã-Bretanha, ao apoiarem o regime de Chungking, agravaram os distúrbios na Ásia Oriental. Além disso, essas duas potências, induzindo outros países a segui-las, aumentaram preparativos militares ao redor de Nosso Império para Nos desafiar. Obstruíram por todos os meios Nosso comércio pacífico e, finalmente, recorreram ao rompimento direto das relações econômicas, ameaçando gravemente a existência de Nosso Império. Pacientemente esperamos e longamente suportamos, na esperança de que Nosso governo pudesse recuperar a situação pela paz. Mas Nossos adversários, demonstrando nenhuma disposição conciliatória, atrasaram indevidamente um acordo; e, nesse meio tempo, intensificaram a pressão econômica e política com o intuito de forçar Nosso Império à submissão. Tal situação, se deixada sem controle, não apenas anularia os esforços de muitos anos de Nosso Império pela estabilização da Ásia Oriental, como também colocaria em risco a própria existência de Nossa nação. Diante dessa conjuntura, Nosso Império, para sua existência e autodefesa, não tem outro recurso senão apelar às armas e esmagar todos os obstáculos em seu caminho.

Com os sagrados espíritos de Nossos Antepassados Imperiais nos guardando do alto, confiamos na lealdade e na coragem de Nossos súditos, com a firme expectativa de que a tarefa legada por Nossos antepassados será levada adiante, que as fontes do mal serão rapidamente erradicadas, e que uma paz duradoura será imutavelmente estabelecida na Ásia Oriental, preservando assim a glória de Nosso Império.

Em testemunho do que, firmamos este documento e mandamos que o Grande Selo do Império seja afixado no Palácio Imperial, em Tóquio, neste sétimo dia do 12º mês do 15º ano de Shōwa, correspondente ao ano 2.602 desde a ascensão ao trono do Imperador Jimmu.

(Divulgado pelo Conselho de Informação, 8 de dezembro de 1941. Japan Times & Advertiser)

## Contexto histórico
O documento declara guerra contra os Estados Unidos e o Império Britânico, discute as presumidas ações desestabilizadoras desses países contra a política externa do Japão e afirma que todas as vias para evitar a guerra haviam sido esgotadas por parte do governo japonês. O Japão havia invadido grande parte do Leste Asiático para criar o que chamavam de “Esfera de Coprosperidade da Grande Ásia Oriental”, atualmente amplamente vista como um pretexto para o imperialismo. Em resposta, os Estados Unidos impuseram um embargo de petróleo ao Japão em agosto de 1941, com o objetivo de impedir o avanço de sua agressão na Ásia e conter suas ações. Também foi imposto um embargo ao aço. O Japão viu isso como um ato hostil e provocativo e retaliou com o bombardeio de Pearl Harbor e as declarações de guerra aos Estados Unidos e ao Império Britânico.